# 湖北省著名商標
湖北省著名商標是由湖北省工商管理部門組織成立的湖北省著名商標認定委員會組織評定的湖北省內的一批優秀企業產品品牌。

## 湖北省著名商標列表

### 武漢市
- 武漢鋼鐵（集團）公司 武鋼+圖形 鋼板、鋼條、合金鋼等
- 武漢力諾工業股份有限公司 雙虎 油漆
- 武漢馬應龍藥業集團股份有限公司 馬應龍 人用藥、中成藥
- 武漢愛帝高級服飾有限公司 愛帝 服裝
- 武漢太和實業有限公司 TAHAN 服裝
- 武漢貓人服飾有限公司 貓人 服裝
- 武漢惠爾康揚子江乳業有限公司 揚子江 奶粉、牛奶
- 武漢友芝友保健乳品有限公司 友芝友 牛奶
- 武漢華潤啤酒有限公司 行吟閣 啤酒
- 武漢綠之源生物工程有限責任公司 綠之源 螺旋藻飲品、果汁等
- 武漢煙草（集團）有限公司 紅金龍 捲煙
- 武漢市小南京健康美食酒店管理有限公司 小藍鯨 餐館
- 武鋼鐵路工程器材廠 鋼禾 稀土族
- 武漢力諾工業股份有限公司 圖形 防銹劑、木材防腐劑等
- 武漢市天虹化工開發公司 天虹 油漆
- 武漢制藥集團股份有限公司 白內停 眼藥水
- 武漢制藥集團股份有限公司 諾佳 原料藥、片劑等
- 武漢市春友日化蚊香有限公司 金壁虎 滅蚊靈、殺蟲劑
- 國營武漢船用機械廠 鐵錨 電焊條
- 武漢金濤糧油機械有限責任公司 金濤 食用油脂浸出器
- 武漢電纜集團有限公司 中華 電線、電纜
- 武漢新世界珠寶股份有限公司 新金 珍珠（珠寶）、黃金（首飾）等
- 湖北群眾藝術館 中國故事 期刊
- 武漢航太波紋管有限公司 岸亞 橡膠軟管、金屬管
- 湖北媧石股份有限公司 媧石 水泥
- 武漢市今晨實業有限公司 今晨 牙刷
- 武漢元田制衣有限公司 元田 服裝
- 武漢耐英體育服飾有限公司 耐英 服裝
- 武漢精益服飾紡織有限公司 精益 服裝
- 武漢杜婆食品飲業有限公司 杜婆 燉雞、油淋雞
- 武漢市汪集湯食有限責任公司 汪集 肉湯、豬肉食品等
- 武漢五芳齋食品貿易有限公司 圖形 湯元、蘇式糕米團等
- 武漢田田股份有限公司 田田 非醫用營養液
- 武漢市勁寶食品有限公司 勁寶 醬油、佐料等
- 武漢蓮花湖集團有限公司 蓮花湖 新鮮蔬菜、樹木、灌木等
- 武漢溢春花卉集團有限公司 溢春 自然花、植物等
- 武漢卓爾生物產業股份有限公司 楚鄉 酒
- 武漢煙草（集團）有限公司 黃鶴樓 捲煙
- 武漢五芳齋食品貿易有限公司 五芳齋 餐館
- 武漢市醉江月飲食服務有限公司 醉江月 餐館
- 武漢市亢龍太子酒軒有限責任公司 亢龍太子 餐館

### 黃石市
43 　黃石東貝電器股份有限公司 圖形 製冷壓縮機 
44 　華新水泥股份有限公司 華新 水泥 
45 　黃石康賽股份有限公司 康賽 服裝 
46 　黃石南極雪集團公司 南極雪 無酒精飲料 
47 　勁牌有限公司 勁 酒 
48 　湖北富馳化工醫藥股份有限公司 富池 普通過磷酸鈣、複混肥 
49 　黃石市長征制藥廠 長征 醫藥製劑 
50 　黃石衛生材料藥業有限公司 下馬威 藥品 
51 　冶鋼集團有限公司 華實 鋼材、鋼管 
52 　大冶有色金屬公司 大江 陰極銅 
53 　黃石雙峰電纜有限公司 雙峰 電線、電纜 
54 　大冶市錦濤噴泉設備有限公司 錦濤 噴泉 
55 　湖北登峰換熱器股份有限公司 DCE 熱交換器 
56 　華新水泥股份有限公司 堡壘 水泥 
57 　黃石市秀山水泥廠 雄駿 水泥 
58 　黃石市鹿峰水泥有限公司 鹿峰 水泥 
59 　黃石富豪傢俱有限公司 果城 家俱 
60 　美倉毛紡織有限公司 櫻紡 毛織品 
61 　湖北美島服裝有限公司 美島 服裝 
62 　黃石市食博園餅業有限公司 黃石 港餅、糕點 
63 　勁牌有限公司 皇宮 酒 
64 　黃石珍珠果食品飲料有限公司 珍珠果 米酒 
65 　黃石市今陽保健品廠 猛漢 酒 

### 襄阳市
66 　襄陽汽車軸承股份有限公司 ZXY 滾動軸承 
67 　湖北駱駝蓄電池股份有限公司 駱駝 蓄電池 
68 　襄阳捲煙廠 金鱷 捲煙 
69 　襄阳市精信催化劑有限責任公司 爭雄 催化劑 
70 　湖北回天膠業股份有限公司 回天 膠粘劑 
71 　棗陽四海化工有限公司 四海 有機矽 
72 　湖北天鵝塗料化工股份有限公司 天鵝 油漆 
73 　湖北金洋冶金股份有限公司 圖形 未加工或半加工的鉛、銅、鋁 
74 　(湖北奧西達建設（集團）股份有限公司 奧西達 金屬建築材料 
75 　湖北汽車蓄電池廠 華中 蓄電池 
76 　湖北省襄阳市儀錶元件廠 峴峰 半導體器件 
77 　襄阳金鷹軌道車輛有限責任公司 金鷹 鐵路車、鐵路車輛等 
78 　湖北聖龍廂式汽車改裝廠 圖形 廂式汽車 
79 　棗陽神虎摩擦材料有限責任公司 神虎 刹車片 
80 　老河口市汽車密封件有限責任公司 楚仙 汽車密封件製造 
81 　湖北金蘭首飾集團有限公司 圖形 貴金屬首飾 
82 　湖北省鄧林農場水泥廠 山馬 水泥 
83 　湖北拓新科技股份有限公司 奧斯 拖把 
84 　湖北襄棉集團有限責任公司 隆中 坯布、印染布 
85 　湖北爵王服飾股份有限公司 爵王 服裝 
86 　襄陽東平油廠 圖形 香油 
87 　湖北萬寶糧油股份有限公司 萬寶 食用油、麵粉、大米等 
88 　襄阳賽亞米業有限責任公司 SaiYa 大米 
89 　湖北金華麥面集團有限公司 章陵 大米、麵粉、麵條 
90 　宜城盈豐糧油有限責任公司 玉潔 麵粉 
91 　湖北保康綠生茶葉有限公司 綠生 茶葉 
92 　宜城市流水經貿有限責任公司 流水 鮮水果 
93 　湖北石花酒廠 石花 酒 
94 　南漳縣珍珠液酒釀造有限責任公司 珍珠液 酒 
95 　保康翁泉釀酒有限公司 楚翁泉 酒、葡萄酒 
96 　襄阳市妞妞食品有限責任公司 妞妞 速食店、食品外送服務

### 荊州市
97 活力二八集團公司 活力28 洗衣粉 
98 湖北沙隆達股份有限公司 沙隆達 農藥 
99 湖北省白雲邊酒廠 白雲邊 酒 
100 湖北大田化工股份有限公司 大田 氮肥等 
101 湖北楚源精細化工集團股份有限公司 楚源 水基透明精加工切（磨）削液 
102 活力二八集團公司 波爾 洗衣粉 
103 湖北天發石油化工有限公司 天發 石油及製品、液化氣 
104 湖北洪樂電纜股份有限公司 洪樂 電纜 
105 湖北洪城通用機械股份有限公司 圖形 閥門 
106 湖北省缸套廠 恒信 氣缸套 
107 荊州恒隆汽車零部件製造有限公司 HILON 汽車動力轉向器 
108 沙市久隆汽車動力轉向器有限公司 久隆 汽車動力轉向器系列產品 
109 湖北凱樂新材料科技股份有限公司 凱樂 塑膠管 
110 石首市永佳建築防水工程公司 金傘 油膏、油氈 
111 湖北天榮現代農業股份有限公司 天發天潤 麵粉、大米 
112 荊州市皇冠調味品有限公司 皇冠 調味品 
113 湖北天榮現代農業股份有限公司 福潤得 牲豬 
114 荊州市種子總公司 荊楚 種子、種苗、飼料 
115 湖北天榮現代農業股份有限公司 天發元碩 飼料、穀物

### 宜昌市
116 湖北宜昌富磷化工（集團）有限責任公司 葛洲壩 過磷酸鈣、複混肥料 
117 湖北宜化化工股份有限公司 宜化 尿素、碳酸氫銨 
118 湖北枝江酒業股份有限公司 枝江 酒 
119 湖北三峽稻花香酒廠 稻花香 酒 
120 湖北三峽煙草有限公司 三峽 捲煙 
121 湖北興發化工集團股份有限公司 興發 磷酸、磷化物、鈉鹽 
122 當陽市化肥廠 珍珠泉 尿素、複混肥 
123 湖北楚星工貿集團有限公司 楚星 碳酸氫銨 
124 湖北三寧化工股份有限公司 三寧 過磷酸鈣、碳酸氫銨、複混肥 
125 中國石油化工股份有限公司湖北化肥分公司 長江 化學肥料、混合肥料 
126 宜昌市葛洲壩粘合劑開發公司 璜時得 粘合劑 
127 湖北昌威制罐有限公司 昌威 殺蟲劑、除銹劑 
128 湖北省宜昌民康制藥廠 民康 中成藥、西藥 
129 湖北安琪生物集團有限公司 康普力星 人用藥、維生素製劑、醫藥用牛奶酵素 
130 中南橡膠集團有限責任公司 中字 輸運帶、V帶、印刷膠板 
131 宜昌黑旋風鋸業有限責任公司 黑旋風 石材切割圓鋸片 
132 宜昌昌耀電器有限責任公司 昌耀 電力變壓器 
133 國營紅旗蓄電池廠 紅旗 鉛酸蓄電池 
134 湖北楚源化工廠 楚源 乳化炸藥、銨梯油炸藥 
135 宜昌市鴉鵲嶺鞭炮禮花廠 高腳寺 鞭炮 
136 宜昌舒雲紙業有限公司 舒雲 紙 
137 湖北華強藥用包裝製品廠 兵華 藥用瓶塞 
138 湖北省秭歸鵬程實業有限公司 7星 水泥 
139 宜昌市東湖水泥廠 宜波 水泥 
140 宜昌市黃花水泥有限責任公司 黃花 水泥 
141 湖北三峽新型建材股份有限公司 錦屏 建築玻璃 
142 湖北宜都松鶴水泥有限公司 松鶴 水泥 
143 宜昌申昌服飾有限公司 申昌 服裝 
144 宜昌環星油脂化工有限責任公司 三峽星 食用植物油 
145 湖北安琪生物集團有限公司 喜旺 牛乳製品、酸乳酪等 
146 遠安縣鳴鳳糧食購銷公司 鳴鳳 大米、麵條 
147 宜昌峽州碧峰茶葉公司 峽州碧峰 茶葉 
148 五峰綠珠采花毛尖茶葉有限公司 綠珠 茶葉 
149 五峰土家自治縣向師傅茶葉有限責任公司 光泰 茶葉 
150 湖北安琪生物集團有限公司 溢美堂 加奶可哥飲料、果汁飲料、調味品等 
151 宜昌森源食用菌有限責任公司 森源 食用菌、食用菌菌種 
152 湖北枝江酒業股份有限公司 圖形 酒 
153 湖北三峽煙草有限公司 中華鱘 捲煙 

### 十堰市
154 東風輪胎集團公司 東風 汽車輪胎 
155 湖北通達股份有限公司 通達 汽車配件 
156 鄖西縣油脂化工廠 金鳳 油漆 
157 漢江丹江口鋁業有限責任公司 丹江 鋁錠 
158 文字六零五廠 華文 印刷工業用PS版系列 
159 丹江口市漢丹電線電纜有限公司 丹江 電線電纜 
160 東風實業公司汽車熱交換器公司 正翔 熱交換器 
161 湖北雙鷗汽車工程塑料（集團）有限公司 雙鷗 汽車配件 
162 湖北雙鷗汽車工程塑料（集團）有限公司 武當山 汽車配件 
163 湖北雙鷗汽車工程塑料（集團）有限公司 大眾 汽車配件 
164 湖北神河汽車改裝有限公司 神河 汽車 
165 十堰市橡膠廠 風神 汽車用橡膠件 
166 十堰市十寶皮革有限責任公司 十寶 皮革產品 
167 十堰市東方食品廠 久康 糕點、糖果、冷飲 
168 竹溪縣國營龍王埡茶場 龍王埡 茶葉 
169 竹山縣聖水茶場 聖水 茶 
170 丹江口市武當山鎮八仙觀茶場 武當針井 茶葉 

### 孝感市
171 湖北省黃麥嶺磷化工集團公司 黃麥嶺 化肥 
172 湖北福星科技股份有限公司 福星 鋼絲、鋼絲繩 
173 孝感麻糖米酒有限責任公司 孝感 麻糖 
174 湖北楚嘉利食品有限公司 楚嘉利 餅乾 
175 中鹽宏博（集團）有限公司 宏博 調味品、食用鹽 
176 湖北午時藥業股份有限公司 安藥 新藥成藥 
177 湖北永和安門業有限公司 永和安 金屬門 
178 漢川市童霸兒童用品有限公司 Tokgba 童車 
179 孝感市舒氏膠粘帶有限公司 舒氏 絕緣膠帶 
180 湖北舒氏實業有限公司 舒友 絕緣膠帶 
181 湖北省應城市石膏制粉廠 玉蘭 石膏粉 
182 湖北省漢川市雲鶴服裝廠 魚鶴 服裝 
183 中外合資湖北神丹健康食品有限公司 神丹 蛋品 
184 孝感市正團麻糖食品有限責任公司 神龍 麻糖 
185 湖北山鄉調味飲品有限公司 山鄉 醬醋、調味品 
186 應城市裕隆糧油食品股份有限公司 富民 麵粉、麵條 
187 應城市裕隆糧油食品股份有限公司 白玉 麵條 
188 湖北省大悟縣金鼓茶葉總廠 金鼓 茶葉 
189 孝感麻糖米酒有限責任公司 神霖 米酒 

### 荊門市
190 中國石油化工股份有限公司荊門分公司 欣化 聚丙烯 
191 湖北金龍泉集團股份有限公司 金龍泉 啤酒 
192 湖北洋豐股份有限公司 洋豐 磷肥、複合肥 
193 鍾祥市鐘洋磷化有限公司 鐘洋 鈣鎂磷肥 
194 中國石化集團荊門石油化工總廠 古塔 液化石油汽、石蠟、微精蠟 
195 鍾祥市第二化工農藥廠 鐘伍 農藥 
196 宏圖飛機製造廠檔案裝具廠 宏翔 現金保險櫃（箱）、金屬櫃 
197 湖北京山輕工機械股份有限公司 三王 包裝機械 
198 湖北東光電子股份有限公司 光宇 石英晶體及器材 
199 鍾祥市金陽汽車半軸有限公司 金祥 汽車車軸、汽車底盤 
200 湖北省玉雅紙業有限責任公司 玉雅 衛生紙 
201 湖北秦江水泥廠（集團） 秦江 水泥 
202 湖北荊玻（集團）玻璃總廠 荊玻 鍍膜玻璃 
203 葛洲壩股份有限公司水泥廠 三峽 水泥 
204 湖北奧其樂集團有限公司 奧其樂 牛乳製品、食物蛋白 
205 荊門市洪森實業有限公司 洪森 大米 
206 京山輕機集團國寶橋米有限公司 國寶 精米 
207 鍾祥市葛粉廠 山靈 葛粉

### 鄂州市
208 湖北多佳（集團）有限公司 多佳 服裝 
209 湖北鄂州武昌魚集團有限公司 圖形 魚制食品、蛋、食用油 
210 鄂州茂達降解塑膠有限公司 茂達 可控光生物雙降解PE母粒、塑膠分解體 
211 湖北省鄂州市獨峰化工有限公司 圖形 普通活性白土 
212 鄂州市方方磨具有限公司 方方 碾米砂輪 
213 鄂州市四水泥廠 華石 水泥 
214 湖北楓樹線業有限公司 楓樹 棉線、紡織線、人造纖維線 
215 湖北鄂州綜合食品廠 金兔 食用油 

### 黃岡市
216 湖北白蓮高新有色材料股份有限公司 白蓮 鋁及鋁材 
217 湖北傳動軸股份有限公司 多力 汽車配件 
218 湖北紅安捲煙廠 龍鄉 捲煙 
219 湖北祥雲(集團)化工股份有限公司 祥雲 過磷酸鈣、複合肥、磷銨 
220 湖北精峰試驗設備股份有限公司 精峰 噴油泵、噴油器試驗台 
221 湖北三環氣門有限公司 三環 進、排氣門 
222 湖北飛碟離合器股份有限公司 飛碟 汽車配件 
223 湖北力美制動元件股份有限公司 力美 汽車配件 
224 湖北中基包裝材料有限公司 中基 包裝用塑膠薄膜 
225 湖北九方圓特殊板材有限公司 九棵松 木屑板、貼面板、厚木板 
226 湖北黃岡水泥總廠 金塔 水泥 
227 湖北東方建材陶瓷股份有限公司 五祖 建築磚瓦 
228 湖北雍華絲綢製品有限公司 雍華 棉被、床罩 
229 湖北夢絲家綠色保健製品有限公司 夢絲家 床罩、被子、枕套 
230 武穴市美雅食品有限責任公司 美雅 糖果、糕點 
231 湖北省羅田縣粉絲廠 廣宜 粉絲 
232 湖北浠水天寶酒業有限責任公司 天寶 酒 
233 湖北紅安捲煙廠 闖爺 捲煙 
234 湖北省華夏窯爐工業總公司 華窯 工業窯爐施工、安裝、調試 

### 咸寧市
235 湖北天莲香莲有限公司 苍湖 莲子 鱼
235 湖北玉立砂帶股份有限公司 犀利 砂布、砂紙、砂帶 
236 湖北省福人藥業股份有限公司 福人 中成藥糖漿劑 
237 湖北田野股份有限公司 田野 非電氣金屬纜繩 
238 湖北巨寧森工集團股份有限公司 巨寧 纖維板、樹脂複合板 
239 湖北聯樂床具集團有限公司 聯樂 傢俱、彈簧床墊 
240 國營蒲圻羊樓洞茶場 松峰 茶葉 
241 湖北省趙李橋茶廠 川 茶葉 
242 湖北省通城縣寶塔砂布廠 祥麟 研磨材料、砂紙、砂布 
243 湖北飛寧方向機有限責任公司 飛寧 汽車配件 
244 湖北省崇陽縣水泥廠 慧安 水泥 
245 湖北省咸寧市毛巾廠 紅蓮 毛巾、毛巾被、浴巾 
246 湖北眾望科工貿有限公司 眾望 麻花 
247 嘉魚縣三友酒業有限責任公司 順進 酒 
248 嘉魚縣牌洲灣酒業有限責任公司 牌洲灣 酒 
249 咸寧市捲煙廠 叼羊 捲煙 
250 湖北省咸甯市麻塘風濕病專科醫院 通益 醫療服務

### 隨州市
251 湖北齊星汽車車身股份有限公司 圖形 汽車配件 
252 廣水捲煙廠 好運特 捲煙 
253 湖北洪磷化工股份有限公司 文峰塔 過磷酸鈣、複混肥 
254 武漢健民集團隨州制藥有限公司 編鐘 中成藥 
255 湖北三海商貿股份有限公司廣水市東篁日用化工廠 星海 驅蟲劑 
256 隨州市昌隆化工有限公司 蛙霸 殺蟲劑 
257 隨州神馬齒輪製造有限責任公司 EC 汽車齒輪、齒輪箱 
258 湖北專用汽車製造廠 楚風 汽車 
259 湖北永陽防水材料股份有限公司 永陽 防水卷材 
260 隨州市雷氏菇業有限公司 大洪山 冬菇、木耳 
261 隨州市編鐘樂釀酒有限公司 野戰 酒 

### 恩施市
262 湖北省八峰藥化股份有限公司 八峰 甘氨酸等 
263 湖北長友現代農業股份有限公司 長友 幹蔬菜 
264 湖北施恩堂制藥有限公司 施恩 人用藥 
265 恩施市對外經濟貿易公司 板黨 中藥材 
266 恩施自治州連珠建材有限責任公司 連珠 水泥 
267 巴東金字山水泥有限責任公司 金字山 水泥 
268 鶴峰縣白果民族茶廠 白果 茶葉 
269 巴東縣溪丘灣鏵廠埡茶場 華亞 茶葉 
270 鶴峰縣騎龍茶業有限公司 騎龍 茶葉 
271 湖北鶴峰縣世為茶業有限公司 紅羅 茶葉 
272 宣恩縣茶麻公司 皇恩寵錫 茶葉 
273 恩施市特產開發公司 硒都 茶葉 
274 恩施自治州武陵動物保健品有限公司 勤牧 畜用生長素、飼料 
275 利川捲煙廠 雲利 捲煙 
276 利川捲煙廠 山茶 捲煙 

### 仙桃市
277 湖北仙光日化有限公司 仙光 清潔製劑（鞋油、皮衣油） 
278 湖北邁亞股份有限公司 仙桃 毛毯 
279 湖北仙磷化工有限公司 漢江 過磷酸鈣、複混肥 
280 仙桃市恒祥化工有限公司 楚仙 碳酸氫銨 
281 湖北南洋日用化工有限責任公司 風帆 鞋油 
282 湖北仙明醫療器械有限公司 仙明 一次性輸液器 
283 湖北邁亞股份有限公司 仙桃 呢絨、平針織物、紡織物 
284 仙桃市仙夢萊寢裝有限公司 仙夢 床罩、被子 
285 湖北九珠蛋業有限公司 九珠 鹹蛋、皮蛋 
286 仙桃市沙湖食品公司 沙湖 鹹蛋、皮蛋 
287 湖北仙宇調味食品有限公司 仙宇 調味品 
288 仙桃市糧油總公司 湖沁 米 
289 湖北富迪實業有限公司 富迪 推銷（替他人）

### 潛江市
290 湖北潛江制藥股份有限公司 晶 人用藥 
291 北省潛江市嘗香思調味品廠 嘗香思 肉湯濃縮汁、肉罐頭 
292 邱氏（湖北）塗料有限公司 鑽麗 油漆、木材塗料（油漆） 
293 湖北潛江制藥股份有限公司 甘泰 凍幹劑 
294 湖北中生藥業有限公司 南國春 人用藥 
295 幸福集團鋁材廠 宮殿 普通金屬及合金、板、各種型材 
296 湖北園林青酒業股份有限公司 圖形 含酒精的飲料 

### 天門市
297 湖北健康（集團）股份有限公司 健康之村 活動物（瘦肉型活牲豬） 
298 湖北福臨化工股份有限公司 岳口 普通過磷酸鈣 
299 湖北省天門市天星氣缸墊有限公司 天星 氣缸墊 
300 天門五華建材有限公司 五華 水泥 
301 湖北省天門市醫療保健服裝廠 詩秀 服裝 
302 天門市楊場醬品總廠 楊榮 醃制蔬菜 

### 省直
303 湖北省婦女聯合會知音雜誌社 知音 期刊 
304 湖北福漢木業有限公司 福漢 膠合板、細木工板 
305 湖北佐爾美服飾有限公司 佐爾美 服裝 
306 湖北省鹽業總公司 雲鶴 食鹽 
307 華中科技大學同濟醫學院附屬同濟醫院 同濟 醫療服務 
308 華中科技大學同濟醫學院附屬同濟醫院 圖形 醫療服務

## 參看
- 湖北省

## 外部連結
- 湖北省著名商标认定和促进条例
- 湖北省著名商標名單 （页面存档备份，存于）